# Eriswil
Eriswil (toponimo tedesco) è un comune svizzero di 1 399 abitanti del Canton Berna, nella regione dell'Emmental-Alta Argovia (circondario dell'Alta Argovia).

## Storia
Dal suo territorio nel 1847 fu scorporata la località di Wyssachen, divenuta comune autonomo; nel 1888-1889 le località di Neulingen e Schwendi, fino ad allora frazioni di Wyssachen, furono assegnate a Eriswil.

## Monumenti e luoghi d'interesse

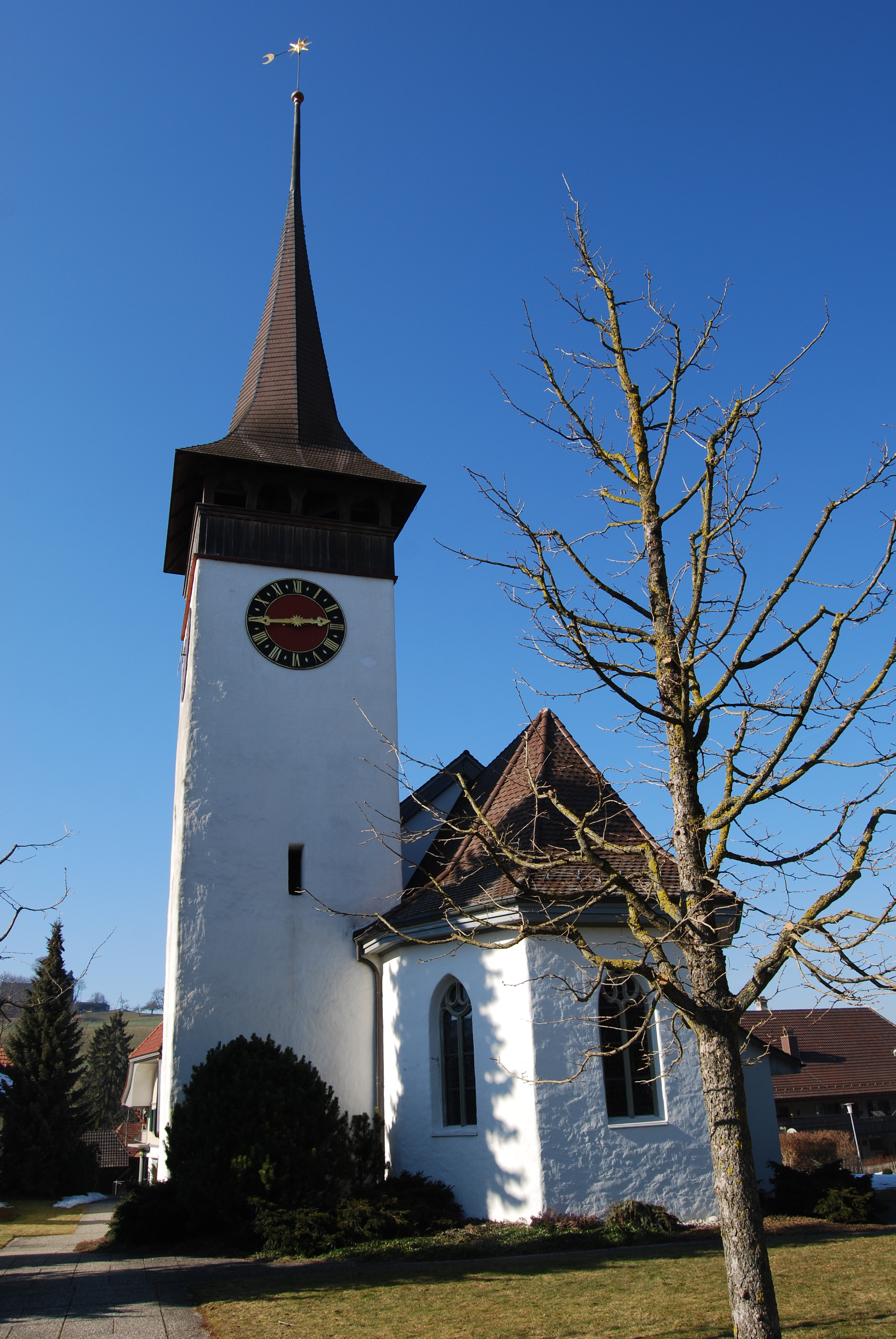
La chiesa riformata

- Chiesa riformata, ricostruita nel XIV secolo, nel XVI secolo e nel 1905[2].

## Società

### Evoluzione demografica
L'evoluzione demografica è riportata nella seguente tabella:
Abitanti censiti

## Infrastrutture e trasporti

La stazione di Eriswil nel 1965

Eriswil venne servito dall'omonima stazione, capolinea della ferrovia Huttwil-Eriswil attiva tra il 1915 e il 1978.

## Amministrazione
Ogni famiglia originaria del luogo fa parte del cosiddetto comune patriziale e ha la responsabilità della manutenzione di ogni bene ricadente all'interno dei confini del comune.